# No te lo pierdas
No te lo pierdas fue un programa de televisión de España emitido por La 1 de TVE en 1990-1991, en sustitución de Cajón desastre. Fue presentado por Enrique Simón y Leticia Sabater.

## Formato
Espacio de carácter contenedor, en el que como es habitual en este tipo de formatos destinados al público infantil, se incluían juegos, números musicales, dibujos animados, o mini-espacios dedicados al mundo de los animales.
La gran novedad con respecto a otros programas fueron los números circenses, dentro de la sección Pista de estrellas en la carpa del Circo Mundial, desde donde se emitía el programa.
El programa llegó a emitir series como Las nuevas aventuras de Jonny Quest o la serie educativa Super Can y su banda en colaboración con la Dirección General de Trafico.